# 11人協会
11人協会（Vereinigung der XI）は1892年にベルリンで設立された美術家グループである。「ベルリン分離派」の母体となった画家のグループの一つである。

## 概要
普仏戦争で勝利し、1871年にドイツ帝国が成立して、首都となったベルリンの美術界では、皇帝ヴィルヘルム2世 のお気に入りの新古典主義の画家、アントン・フォン・ヴェルナーがベルリン美術アカデミーの会長とベルリン画家協会(Verein Berliner Künstler)の会長を務めていた。ベルリン画家協会が毎年開くベルリンの美術展覧会には新しいスタイルの作品が展示されることはなかった。象徴的には、1892年にエドヴァルド・ムンクの最初の展覧会が開催された時、新聞からの激しい批判に従って、ベルリン画家協会は予定を早めて7日間で展覧会を終了させた。
他の地域での従来のアカデミーの展覧会から独立した展覧会を開く動きは1883年からベルギーのブリュッセルで開かれた「20人展」や、ミュンヘンで1892年にフリッツ・フォン・ウーデやパウル・ヘッカーらによって設立された「Die Elf」があった。
ベルリンの若い画家たち9人が定期的に集まって、「美術展開催のための自由協会(Freie Vereinigung zur Veranstaltung von künstlerischen Ausstellungen)」を作り、自分たちの作品を展示する展覧会の開催を協議したことに始まる。すでに画家として評価を得ていたマックス・リーバーマンとフランツ・スカルビナ の支持と参加を得ることができて、「11人協会（Vereinigung der XI）」として設立され、展覧会を開いた。その後メンバーの脱退や、新しいメンバーの加入があった。1998年にマックス・リーバーマンを中心に「ベルリン分離派」が創立されると活動をやめ、メンバーは「ベルリン分離派」に合流した。

## メンバーと作品

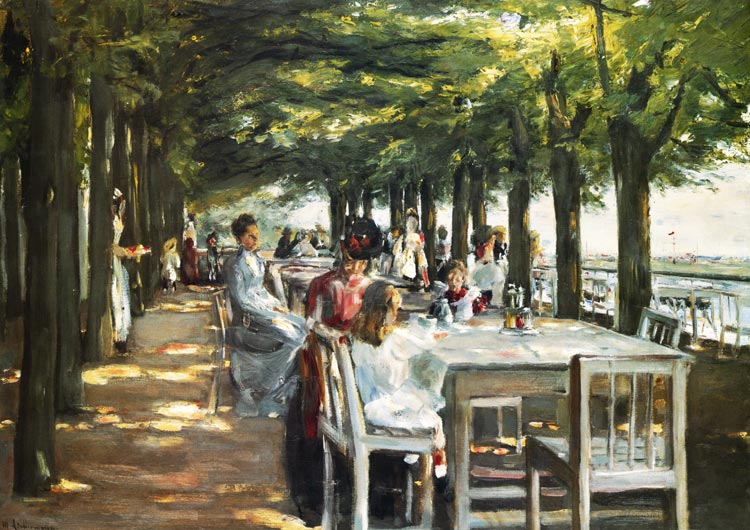
マックス・リーバーマン (1847-1935)
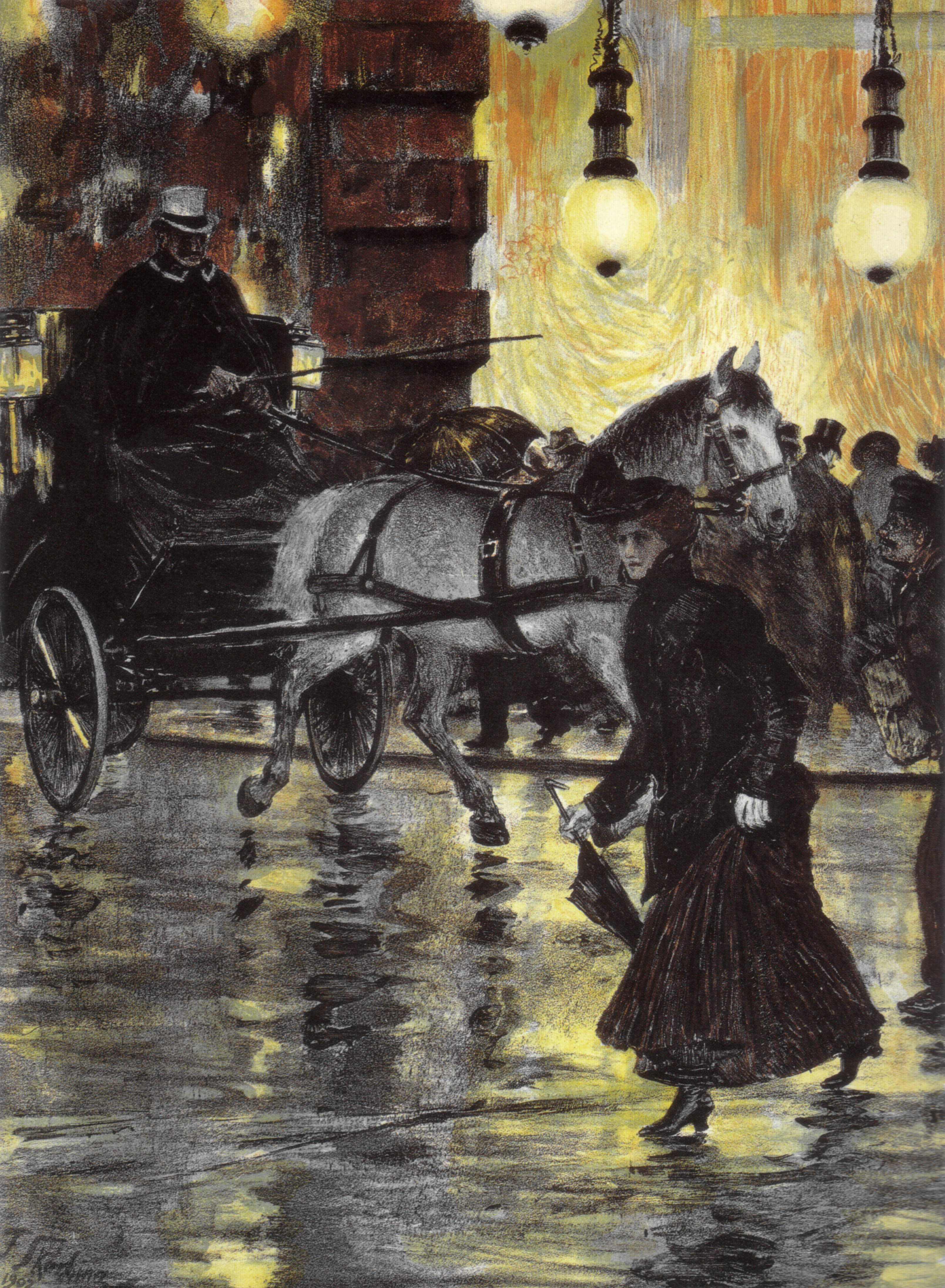
フランツ・スカルビナ (1949-1910)
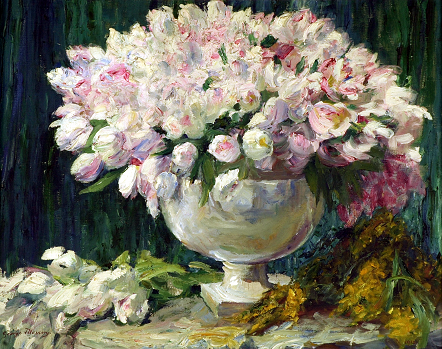
ゲオルゲ・モッソン (1851-1933)
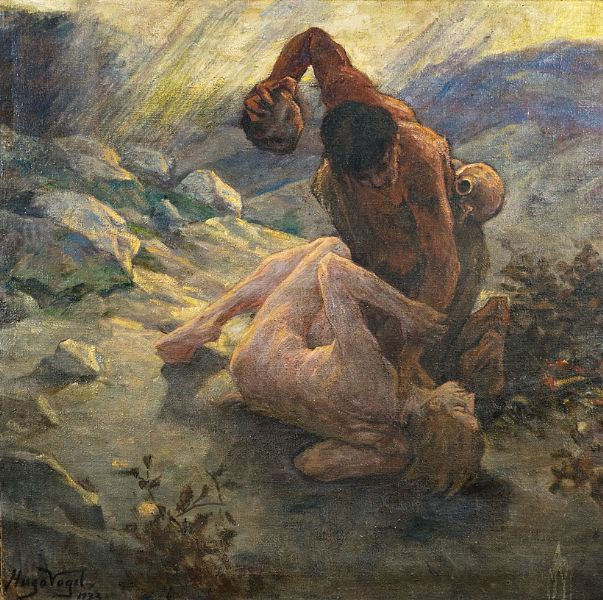
ヒューゴ・フォーゲル (1855-1934)
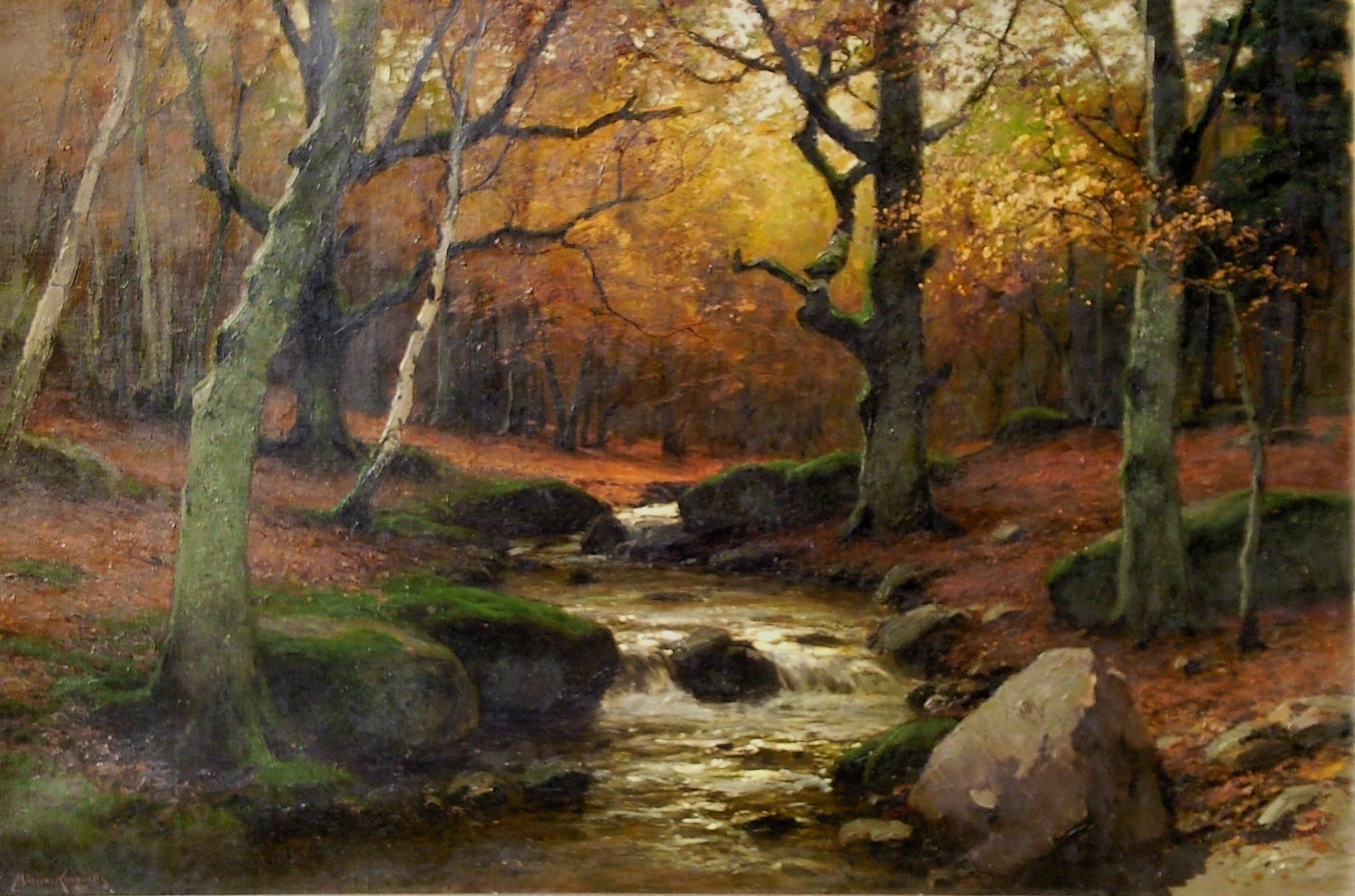
コンラート・ミュラー＝クルツヴェリー (1855-1914) 1894年脱会
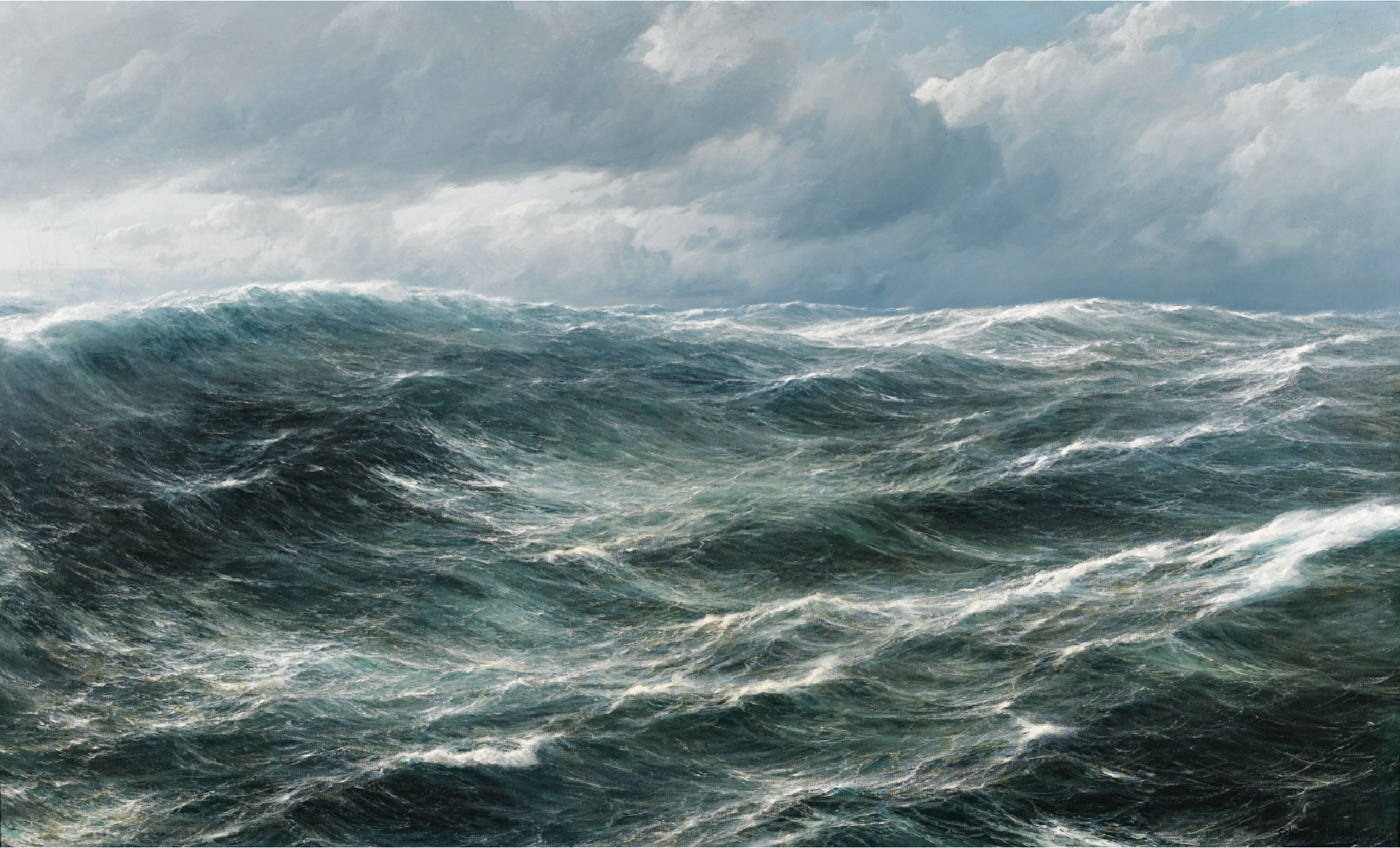
ヒューゴ・シュナルス＝アルクイスト (1855-1939)
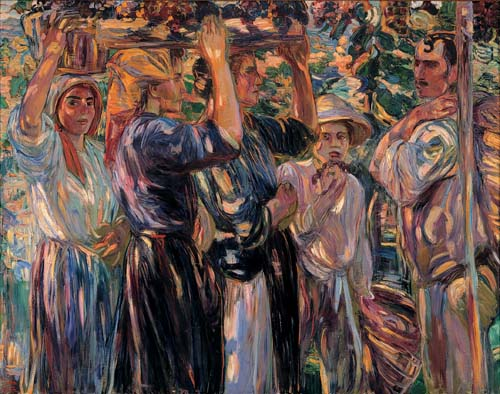
ドーラ・ヒッツ (1856-1924) 1898年から参加
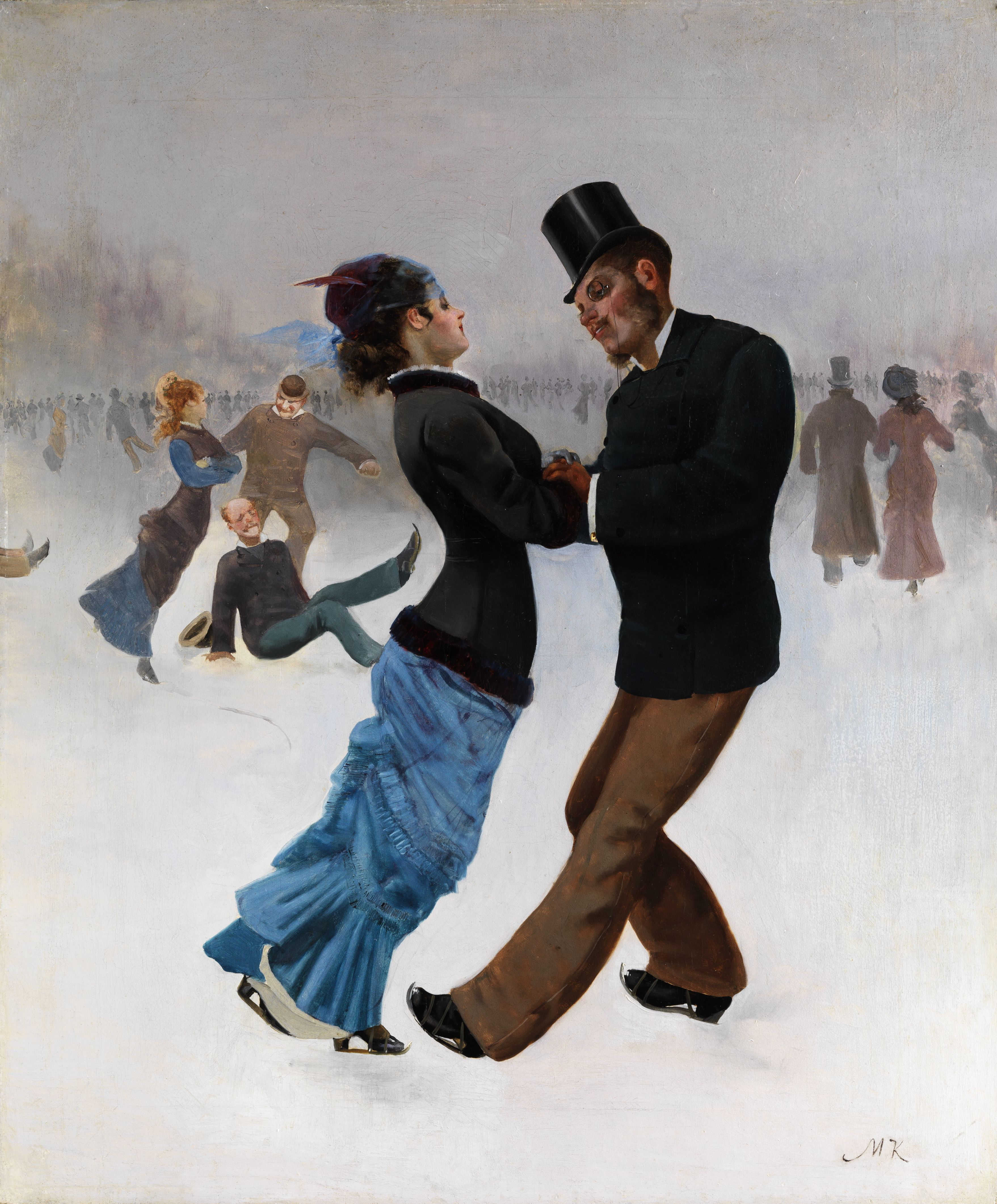
マックス・クリンガー (1857-1920) 1894年から参加
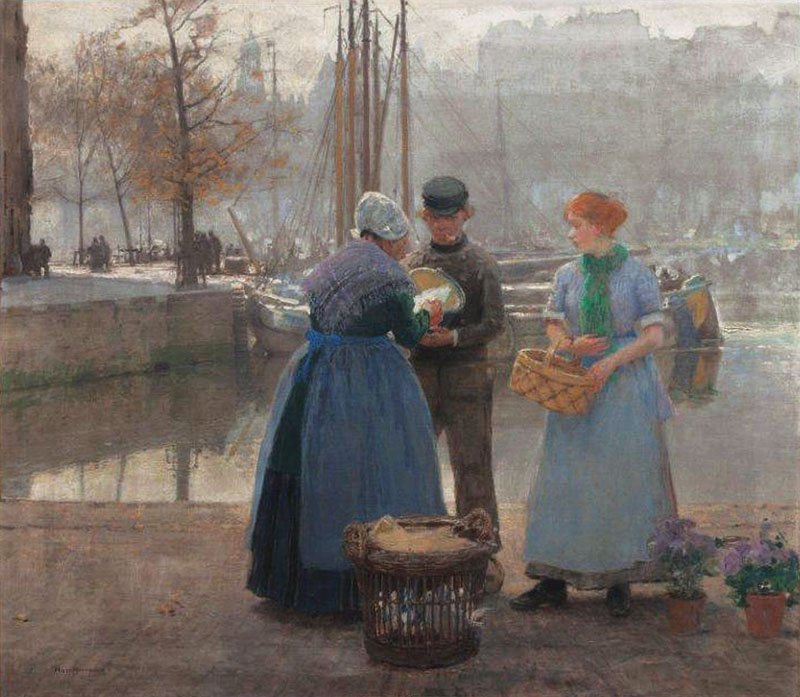
ハンス・ヘルマン (1858-1942) 1898年脱会
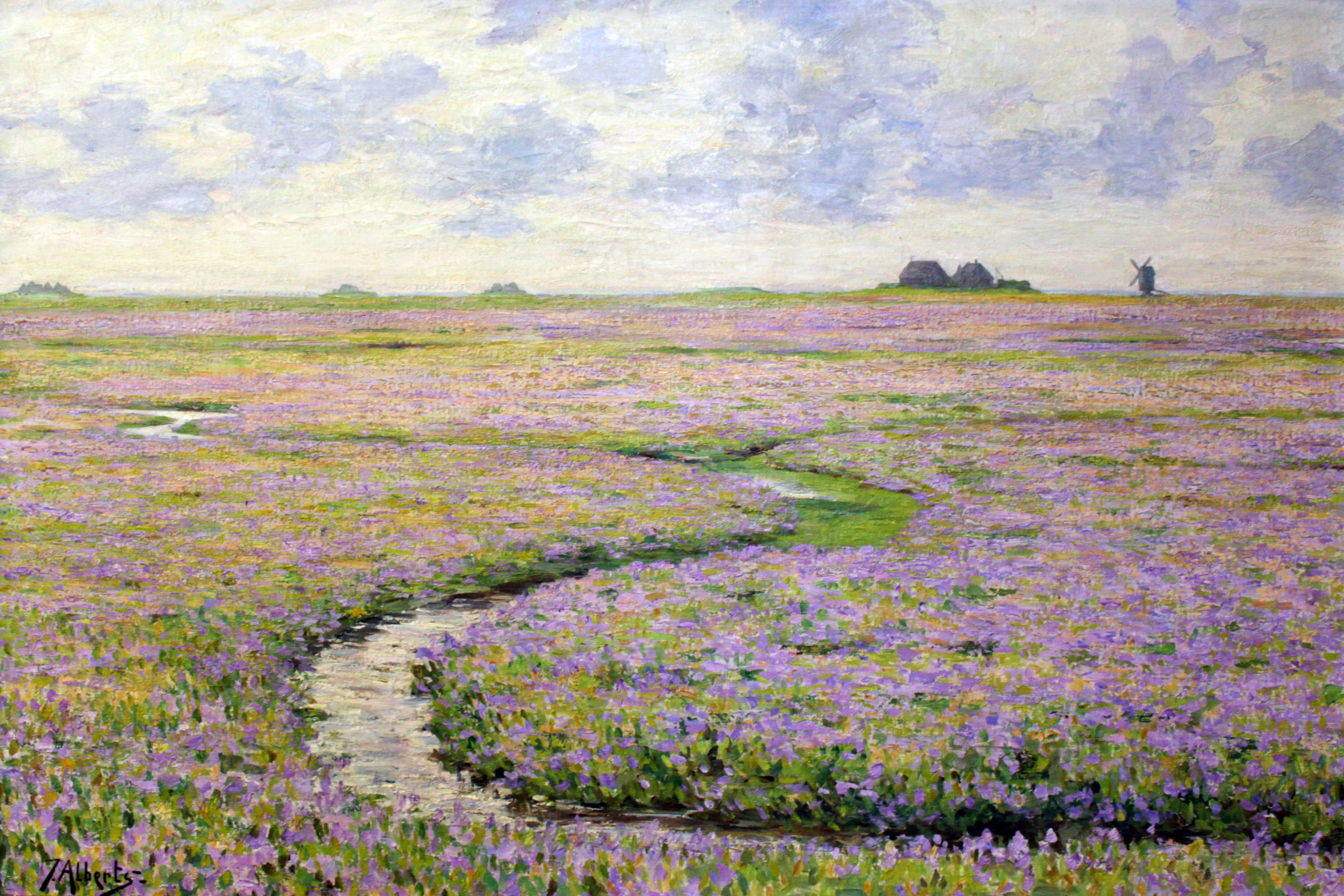
ヤーコブ・アルベルツ (1861-1941)
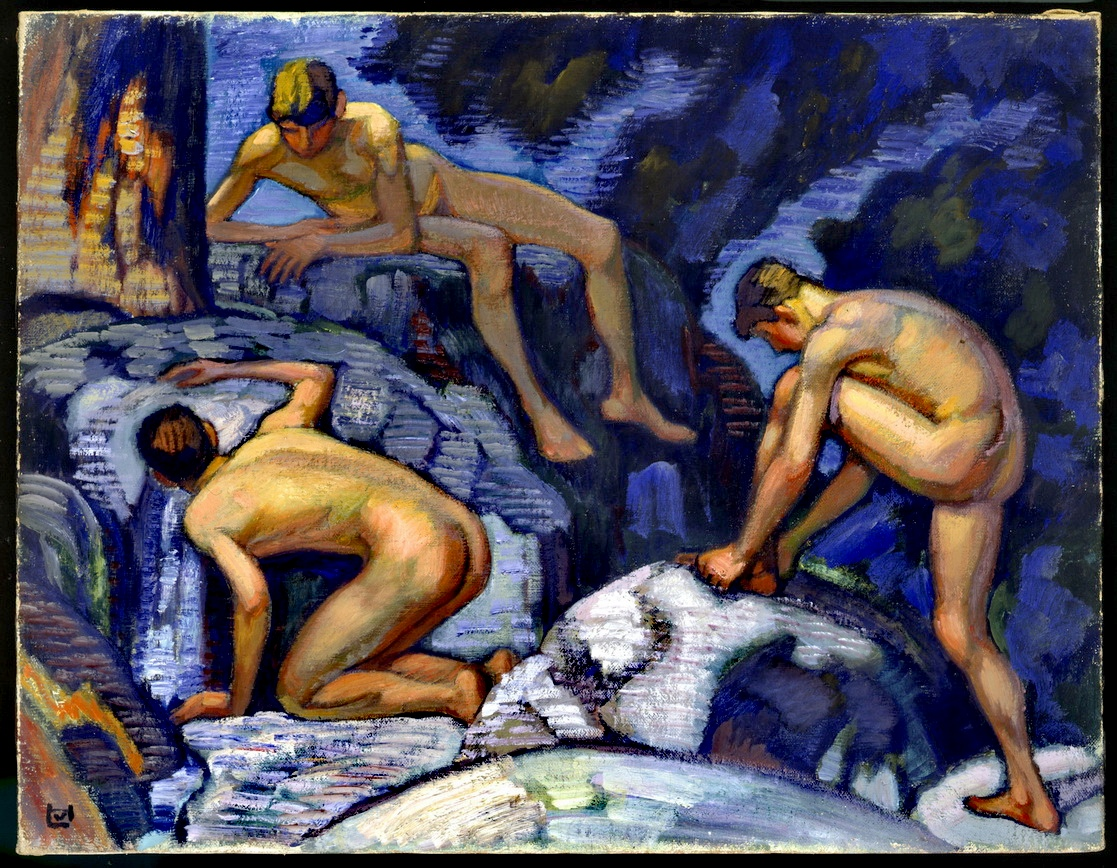
ルートヴィヒ・フォン・ホフマン (1861-1945)
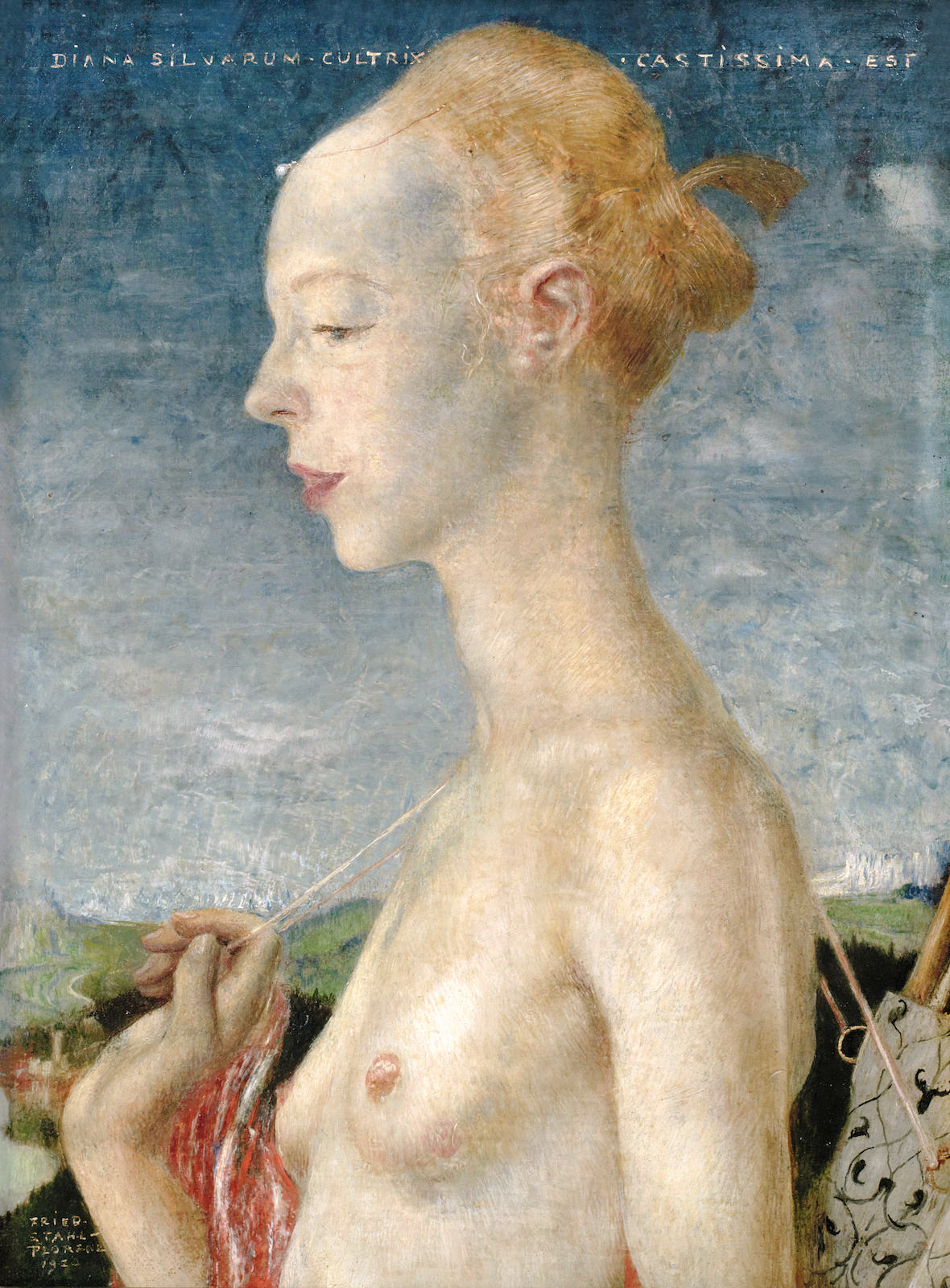
フリードリヒ・シュタール (1863-1940)
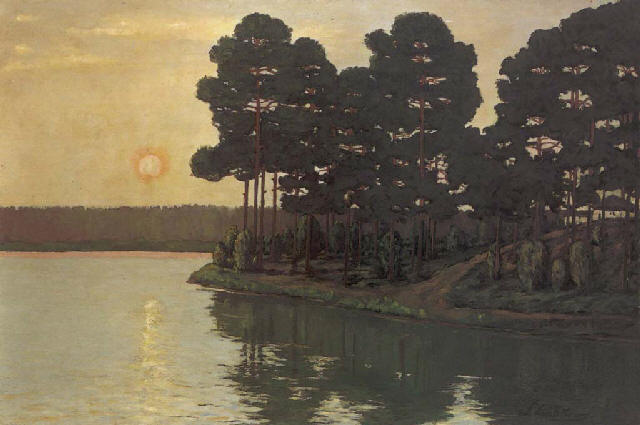
ヴァルター・ライスティコフ (1865-1908)
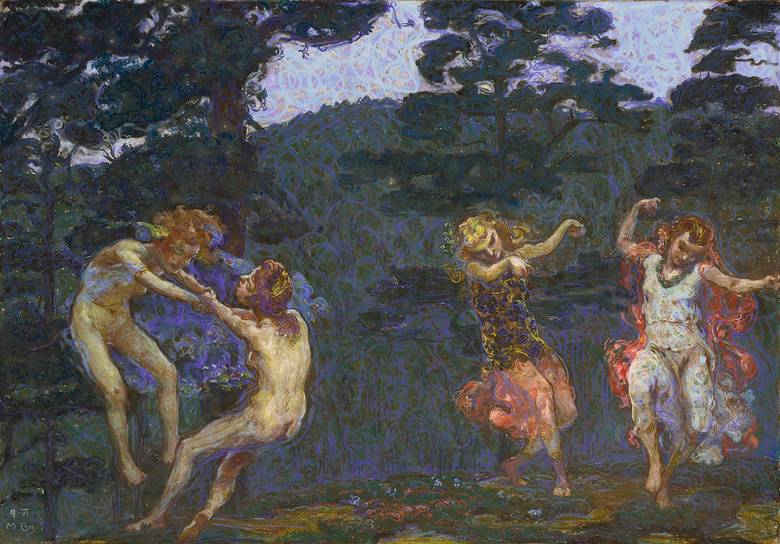
マルティン・ブランデンブルク (1870-1919) 1894年から参加